# وثائق بنما
وثائق بنما (بالإنجليزية: Panama Papers) هي وثائق سرية تم تسريبها يصل عددها إلى 11.5 مليون وثيقة سرية لشركة موساك فونسيكا للخدمات القانونية في بنما التي تملك منظومة مصرفية تجعلها ملاذاً ضريبياً مغرياً، كشف تسرب تلك الوثائق وعبر عمل صحفي استقصائي أن الشركة تقدم خدمات تتعلق بالحسابات الخارجية لرؤساء الدول وشخصيات عامة وسياسية أخرى، بالإضافة إلى أشخاص بارزين في الأعمال والشؤون المالية والرياضية. يُزعم أن مكتب موساك فونسيكا ساعد رؤساء دول وشخصيات بارزة أخرى في التهرب الضريبي بإنشاء ملاجئ ضريبية غير قانونية في الأغلب.
هو تحقيق واسع في تعاملات مالية خارجية لعدد من الأثرياء والمشاهير والشخصيات النافذة حول العالم، أزاح الستار عن وثائق سرية حصلت عليها صحيفة زود دويتشي تسايتونج الألمانية من مصدر مجهول، وتعود لشركة موساك فونيسكا، الرائدة في مجال الخدمات القانونية على مستوى العالم، ومقرّها في بنما.
التحقيق أشرف عليه اتحاد دولي يضم أكثر من 100 مؤسسة صحفية، بعد أن حصل على الوثائق من الصحيفة الألمانية. الاتحاد الدولي وزع الوثائق على 370 صحفياً من أكثر من 70 بلداً، من أجل التحقيق فيها، في عمل استمر نحو عام كامل. عدد الوثائق السرية المسربة 11,5 مليون وثيقة. تاريخها يرجع إلى ما يقرُب من 40 عامًا. تتضمّن معلومات حول أكثر من 214 ألف شركة خارجية. الوثائق لها صلة بأشخاص في أكثر من 200 بلدًا وإقليمًا. تكشف عن تورط 143 سياسيا بأعمال غير قانونية مثل التهرب الضريبي، وتبييض أموال عبر شركات عابرة للحدود، بينهم 12 من قادة العالم الحاليين والسابقين. تضم مستندات توثّق تحويلات بنكيّة سرية مع شركات وهمية بقيمة ملياري دولار. الوثائق تضم 33 من الشخصيات والشركات الذين تضعهم أمريكا في اللائحة السوداء.
نشرت الوثائق بتاريخ 3 أبريل 2016 حيث تحتوي على 11.5 مليون وثيقة أعطيت من قبل مصدر مجهول إلى الصحيفة الألمانية زود دويتشي تسايتونج، والتي شاركتها مع الاتحاد الدولي للمحققين الصحفيين. وزعت الوثائق على 107 مؤسسة صحفية في 78 دولة وحللت من قبلها.

## المحتوى
يحتوى التسريب على 11.5 مليون وثيقة من مكتب المحاماة موساك فونسيكا في بنما، الذي وصفته صحيفة الغارديان ب«رابع أكبر مكتب محاماة أوفشور في العالم». بلغ حجم البيانات 2.6 تيرابايت، وفيها معلومات عن 140 مؤسسة أوفشور متعلقة بشخصيات عامة. تمت مراجعة الوثائق من قبل صحفيين في 80 دولة. توقع مدير الائتلاف الدولي للصحفيين الاستقصائيين جيرالد رايل أن يكون هذا التسريب «أكبر ضربة يتلقاها عالم الأوفشور»، نظرا لحجم الوثائق المسربة.
من ضمن رؤوس الدول التي ظهرت أسمائهم: ملك المغرب محمد السادس والرئيس الأرجنتيني ماوريسيو ماكري، رئيس وزراء آيسلندا سيغموندر دافيد غونلاوغسون، الملك السعودي سلمان بن عبد العزيز آل سعود، رئيس دولة الإمارات العربية المتحدة خليفة بن زايد آل نهيان، والرئيس الأوكراني بترو بوروشنكو، كما تضمنت القائمة رؤساء سابقين مثل رئيس جمهورية مصر العربية السابق محمد حسني مبارك وبعض أفراد عائلته، ورئيس وزراء جورجيا السابق بيدزينا إيفانيشفيلي، رئيس الوزراء العراقي السابق إياد علاوي، أمير قطر السابق حمد بن خليفة آل ثاني، ورئيس وزراء أوكرانيا السابق بافلو لازارينكو،  ورئيس وزراء الأردن السابق علي أبو الراغب.
كما وتم اتهام أقارب ومعارف عدد من الرؤساء، مثل زوجة وأبناء وأخت الرئيس الأذربيجاني إلهام علييف، والد رئيس الوزراء البريطاني السابق ديفيد كاميرون، ابنة رئيس الوزراء الصيني السابق لي بينغ، أخت الملك الأسباني المتنحي خوان كارلوس الأول، وأصدقاء الرئيس الروسي فلاديمير بوتين،  بالإضافة إلى ست أعضاء في مجلس اللوردات البريطاني وثلاثة أعضاء سابقين في مجلس العموم من حزب المحافظين.

## المؤسسات الإعلامية المشاركة
قام بالبحث في وثائق بنما وتحضيرها للنشر 376 صحفي من 76 دولة، ومن ضمن المؤسسات المشاركة:
- ألمانيا: زود دويتشي تسايتونج، WDR وNDR
- النمسا: فالتر، ORF
- سويسرا: سونستاغ تسايتونج
- الأرجنتين: لا ناسيون  [لغات أخرى]‏، كانال 13  [لغات أخرى]‏
- بلجيكا: لو سوار  [لغات أخرى]‏
- كندا: سي بس سي راديو ون  [لغات أخرى]‏، تورونتو ستار
- الدنمارك: بوليتيكين
- فرنسا: لوموند، برميير لين
- المملكة المتحدة: الغارديان، بانوراما
- الهند: ذا إنديان إكسبرس
- إيرلندا: ذا آيريش تايمز
- إسرائيل: هاآرتس
- إيطاليا: ليسبريسو
- اليابان: صحيفة أساهي
- هولندا: ترو، هيت فينانسييلي داغبلاد
- النرويج: آفتنبوستن
- بولندا: غازيتا فيبورسا
- السنغال: أوستاف نيوز
- تونس: انكيفادا

## التسريب
قبل أكثر من عام على التسريبات، حصلت الصحيفة الألمانية زود دويتشي تسايتونج على وثائق تتعلق بمكتب موساك فونسيكا من مصدر مجهول.، قبلت الصحيفة الورقة وبدأت في الحصول على المزيد من المواد، حتى حصلت في عام واحد على ما مجموعه 2.6 تيرابايت من البيانات التي تتكون من الوثائق المتعلقة موساك فونسيكا، وتوفير معلومات عن 214488 الكيانات البحرية ذات الصلة للموظفين العموميين. وبحسب تصريح رئيس الاتحاد الدولي للمحققين الصحفيين، جيرارد رايلي، فإن مصدر الوثائق هو شخص واحد، حصل عليها صحفي ألماني من مصدر مجهول، وبقي مجهولا لأنه كان الصحفي ظل قلقا على حياته إذا تم كشف هويته، لأنه الوثائق تطال عددا من الشخصيات ذات النفوذ.” 

## الشخصيات الواردة اسماؤهم

### آسيا

#### السعودية
- سلمان بن عبد العزيز آل سعود، ملك المملكة العربية السعودية.[11][12][13][14]
- محمد بن نايف، ولي العهد ووزير الداخلية السعودي[14] [14]

#### الإمارات العربية المتحدة
- خليفة بن زايد آل نهيان، رئيس دولة الإمارات العربية المتحدة وحاكم إمارة أبو ظبي.[14]

#### العراق
- إياد علاوي، رئيس وزراء العراق الأسبق[14]

#### الأردن
- علي أبو الراغب، رئيس الوزراء الأردني الأسبق[14]

#### قطر
- حمد بن جاسم بن جبر آل ثاني، رئيس وزراء قطر[14]
- حمد بن خليفة آل ثاني، أمير دولة قطر[14]

#### فلسطين
- طارق عباس نجل الرئيس الفلسطيني محمود عباس[14]
- محمد رشيد [14]
- محمد مصطفى، وزير الاقتصاد الفلسطيني الأسبق[14]

#### سوريا
- بشار الاسد، رئيس سوريا[14]
- رامي مخلوف، رجل أعمال سوري[14]
- حافظ مخلوف، من عائلة بشار الاسد[14]

### أفريقيا

#### السودان
- أحمد الميرغني، رئيس السودان الأسبق[14]

#### مصر
- محمد حسني مبارك، رئيس جمهورية مصر الأسبق[11]
- علاء مبارك، رجل أعمال مصري والابن البكر للرئيس المصري الأسبق حسني مبارك.[11][14]

#### الجزائر
- عبد السلام بوشوارب، وزير الصناعة والمناجم الجزائري[14]
- علي حداد، رجل أعمال جزائري[15][16]
- علي بن نواري، سياسي ورجل أعمال جزائري.[17][18]

#### المغرب
- منير مجيدي، السكرتير الشخصي للملك محمد السادس[14]

### أوروبا

#### روسيا
- فلاديمير بوتين، رئيس روسيا [11][19]

#### فرنسا
- ميشيل بلاتيني، لاعب كرة قدم فرنسي.[19]

#### أوكرانيا
- بترو بوروشنكو، رئيس اوكرانيا.[19]

### أمريكا الجنوبية

#### الأرجنتين
- ليونيل ميسي، لاعب كرة قدم[19]

## التأثير
إثر مقابلة مع صحيفة الغارديان قبل التسريب، أصدر رئيس وزراء آيسلندا سيغموندور دافيد غونلاوغسون وزوجته بيانات عامة عن انتهاكات صحافية لحياتهما الخاصة وأكدا على سلامة إفصاحاتهما القانونية. من المتوقع أن ينادى لانتخابات مبكرة في البرلمان الآيسلندي.، وفي 5 ابريل 2016 استقال رئيس الوزراء الآيسلندي من منصبه.
من الأفراد المذكورين في وثائق بنما من  الاتحاد الدولي لكرة القدم الرئيس السابق لالاتحاد الأوروبي لكرة القدم ميشيل بلاتيني، المسؤول في فيفا جيروم فالكه، رجلي الأعمال الأرجنتينيين أوغو وماريانو جينكيس والذان تورطا في قضية فساد الفيفا 2015، إضافة إلى عضوي لجنة الآداب في فيفا خوان بيدرو دامياني وأوجينيو فيغيريد

وقد ردت الشركة على التسريبات ببيان مقتضب قالت فيه:
وبدأت بعض الدول مثل فرنسا وإسبانيا وأستراليا ونيوزلندا وهولندا بتحقيقات حولها، فيما دول أخرى أشارت إلى دراسة هذه الأوراق قبل أي تصريحات مثل أمريكا، بينما أنكرت دول أخرى مثل روسيا والصين حقيقة هذه الأوراق. ونفى كل من بنك كريديت سويس وكذلك مصرف إتش إس بي سي البريطاني أي علاقة بشركات دفعتهم لمساعدة بعض الشخصيات لتحقيق التحايل الضريبي.

## انظر ايضًا
- أوراق الجنة
- وثائق باندورا

## وصلات خارجية
- الموقع الرسمي
- وثائق بنما - صحيفة الغارديان (بالإنجليزية)